# Burastan
Burastan – wieś w Armenii, w prowincji Ararat. W 2011 roku liczyła 1865 mieszkańców.